# MaGic in youR Eyes
「MaGic in youR Eyes」（マジック イン ユア アイズ）は、川瀬智子の「Tommy february6」名義の6枚目のシングル。2004年2月11日にデフスターレコーズから発売された。

## 概要
- 本作の翌月にリリースされたアルバム『Tommy airline』からの先行シングルとなった。
- サンリオのキャラクター、リトルツインスターズ（キキララ）とのコラボシングル第3弾で、PVとジャケットにも登場している。
- タイトル曲の『MaGic in youR Eyes』は、TBS系ドラマ『奥さまは魔女』の主題歌。
- カップリングの『I still love you boy』は、ハドソン「取り放題￥100」CMソング。
- PVで踊っているのは、「Tommy☆Angels」の「あすか」と「まいか」。
- PVは、飛行機の中をイメージしたセットで撮影された。

## 収録曲
全曲作詞：Tommy february6／作曲・編曲：MALIBU CONVERTIBLE
1. MaGic in youR Eyes
2. I still love you boy
3. MaGic in youR Eyes（Original Instrumental）
4. I still love you boy（Original Instrumental）

## 収録アルバム
- 『Tommy airline』（#1、2）
- 『Strawberry Cream Soda Pop “Daydream”』（#1、2）

## 他のアーティストによるカバー
MaGic in youR Eyes
- 羽咲みはる - 2021年11月3日発売、カバーアルバム『みはるーむ』に収録。